# AHI1
AHI1‏ (Abelson helper integration site 1) هوَ بروتين يُشَفر بواسطة جين AHI1 في الإنسان.